# Jesus curando dez leprosos

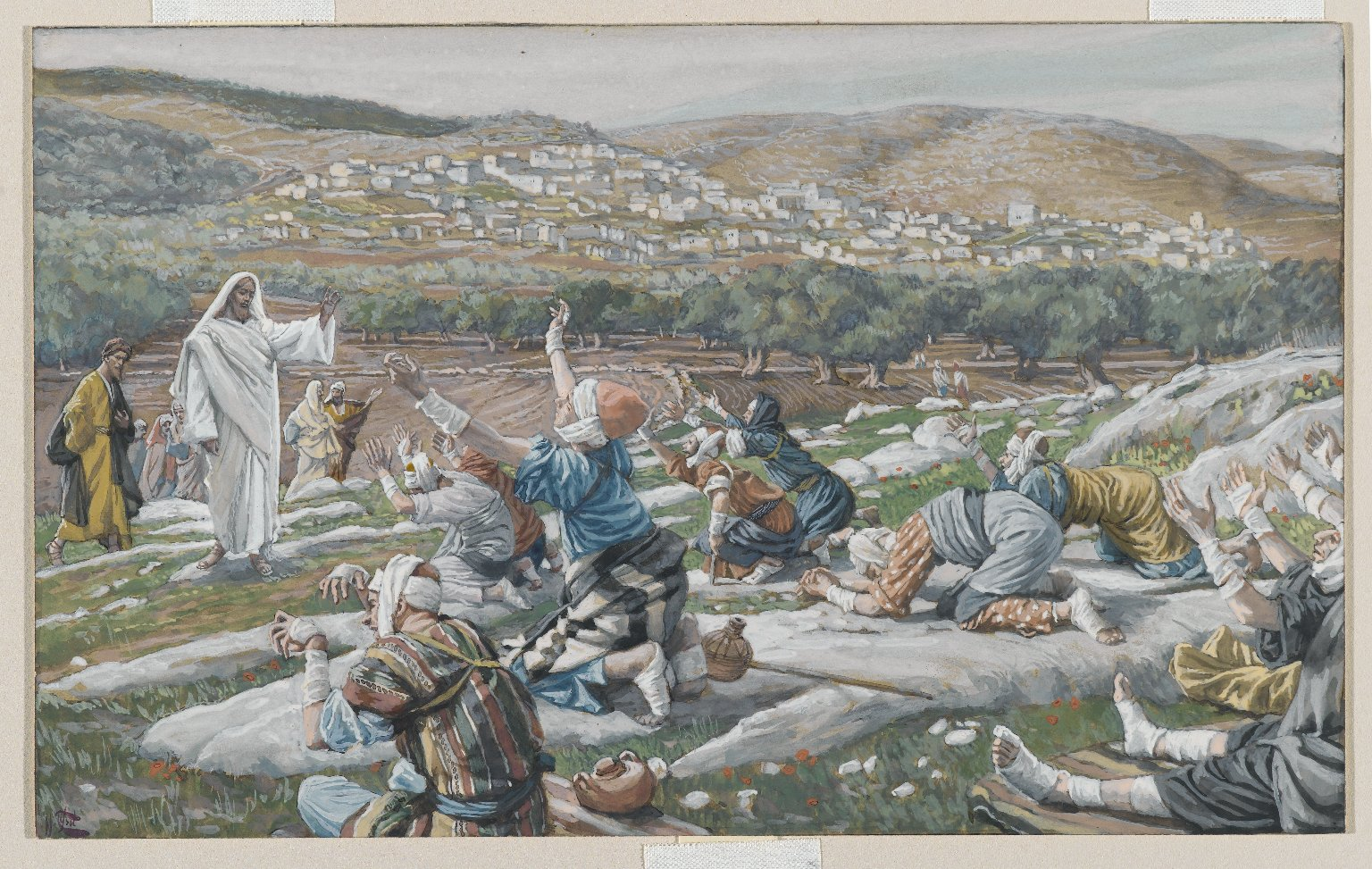
Jesus curando dez leprosos
1886-94. Por James Tissot, atualmente no Brooklyn Museum, em Nova Iorque.

Jesus curando dez leprosos é um dos milagres de Jesus, narrado em Lucas 17:11–19.

## Narrativa bíblica
De acordo com o evangelho, ainda a caminho de Jerusalém, Jesus passou pela fronteira entre a Samaria e a Galileia. Quando ele estava passando por uma vila, dez homens acometidos de lepra o encontraram. Eles ficaram a uma certa distância e gritaram para Jesus: "Jesus, Mestre, tem compaixão de nós!", ao que Jesus respondeu "Ide mostrar-vos aos sacerdotes" e, no caminho, foram curados.
Um deles, um samaritano, vendo-se curado, voltou, louvou a Deus em voz alta e se atirou aos pés de Jesus para agradecê-lo. Jesus então perguntou-lhe: «Não se achou quem voltasse para dar glória a Deus, senão este estrangeiro? Disse ao homem: Levanta-te e vai; a tua fé te curou.» (Lucas 17:18–19)

## Interpretação
Este milagre enfatiza a importância da gratidão e da fé, pois Jesus novamente não atribuiu aos seus poderes a salvação, mas sim à fé dos curados.